# Канабарро Лукас, Ина
Ина Канабарро Лукас (порт. Inah Canabarro Lucas; 8 июня 1908, Сан-Франсиску-ди-Асис, Риу-Гранди-ду-Сул — 30 апреля 2025, Порту-Алегри) — бразильская католическая монахиня, супердолгожительница, возраст которой подтверждён Исследовательской группой геронтологии (GRG), Группой LongeviQuest (LQ) и Книгой Рекордов Гиннесса. На момент смерти являлась старейшим живущим человеком в мире. Входит в число 15 старейших верифицированных людей в истории. Её возраст составлял 116 лет 326 дней.

## Биография
Согласно документам, Ина Канабарро Лукас родилась 8 июня 1908 года, но её семья утверждает, что её день рождения — 27 мая 1908 года. В детстве была очень худой, училась в школе-интернате.
Правнучка генерала Давида Канабарро, президента Республики Жулиана. В 1923 году её отец погиб в бою.
В 1927 году она переехала в Монтевидео, Уругвай, где стала монахиней, но в 1930 году она вернулась в Бразилию, где в течение многих лет работала учительницей математики и португальского языка. Среди ее учеников Жуан Фигейреду, президент Республики Бразилия.
В возрасте 110 лет у неё начались проблемы с передвижением, и ей пришлось использовать ходунки.
25 января 2021 года в возрасте 112 лет она получила свою первую дозу вакцины против COVID-19.
23 января 2022 года, после смерти Антонии да Санта Крус, Ина Канабарро Лукас стала самым старым верифицированным живым человеком в Бразилии. Её возраст был подтверждён GRG в августе 2022 года.
Умерла 30 апреля 2025 года в Порту-Алегри в возрасте 116 лет 326 дней.

## Рекорды долгожительницы
- 2 января 2022 года, в возрасте 113 лет и 208 дней, Ина превзошла возраст Лузии Морс, став старейшим бразильским священнослужителем. В настоящее время она является 2-й старейшей признанной монахиней после Люсиль Рэндон.
- 23 января 2022 года, после смерти Антонии да Санта Крус, Ина стала старейшим живым человеком в Бразилии.
- 30 июля 2022 года стала старейшим живым человеком во всей Южной и Латинской Америке после смерти Софии Рохас.
- 20 декабря 2022 года вошла в число 100 старейших людей в мировой истории.
- 17 января 2023 года, после смерти Люсиль Рэндон, стала старейшей живущей монахиней в мире.
- 22 июля 2023 года вошла в число 60 старейших верифицированных людей в истории.
- 30 сентября 2023 года вошла в число 50 старейших верифицированных людей в истории.
- 22 февраля 2024 года, после смерти Эди Чеккарелли, стала 3-й по возрасту верифицированной долгожительницей в мире.
- 8 июня 2024 года стала 4-й жительницей Бразилии, 5-й жительницей Южной Америки и 31-м верифицированным человеком в истории, достигшим возраста 116 лет.
- 19 августа 2024 года, после смерти Марии Браньяс Мореры, стала 2-й старейшей живущей долгожительницей в мире.
- 29 декабря 2024 года, после смерти Томики Итооки, стала старейшей живущей долгожительницей в мире и последним ныне живущим человеком, родившимся в 1908 году.
- 14 января 2025 года вошла в число 20 старейших верифицированных людей в истории.